# Tlatelolco

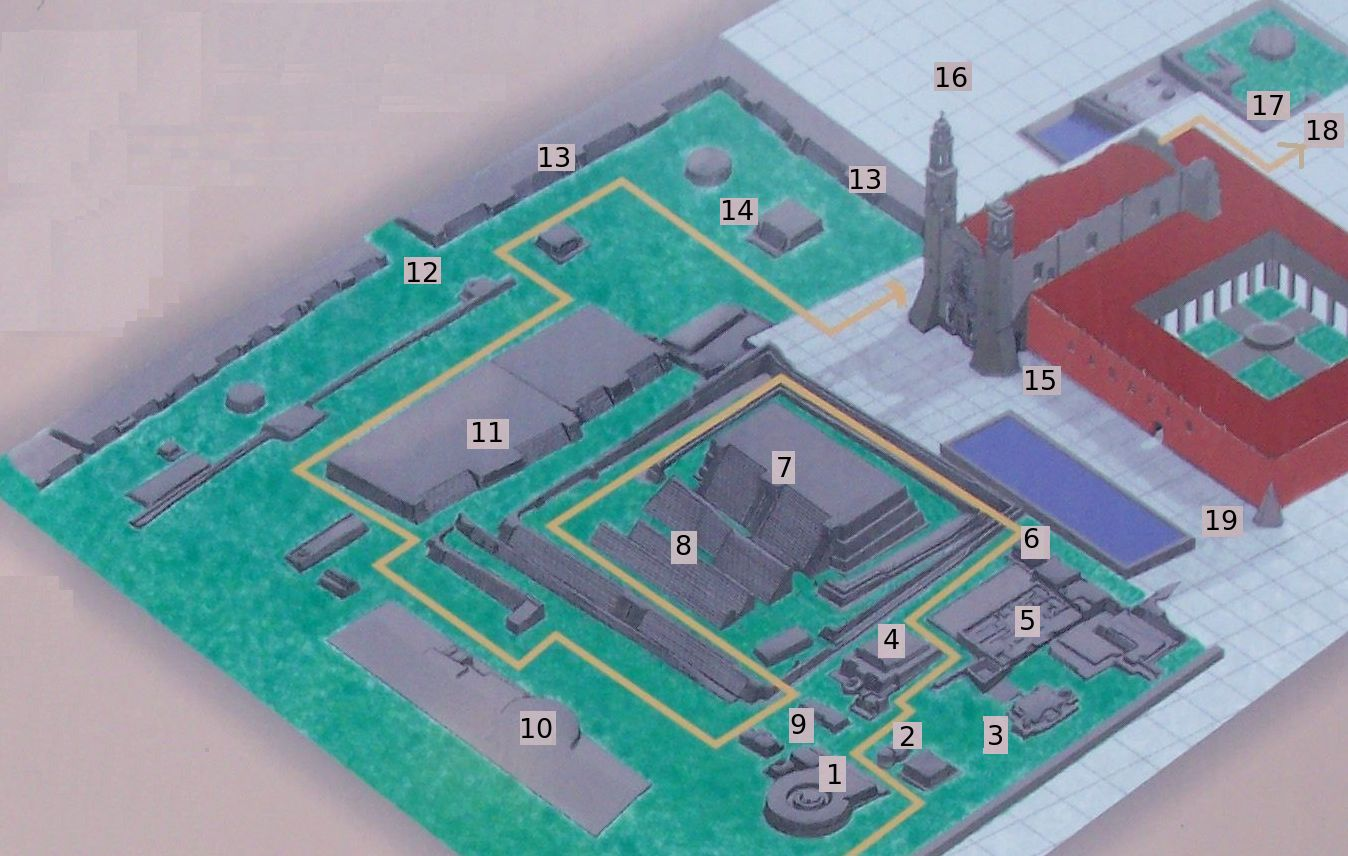
Plan de la zone archéologique de Tlatelolco.

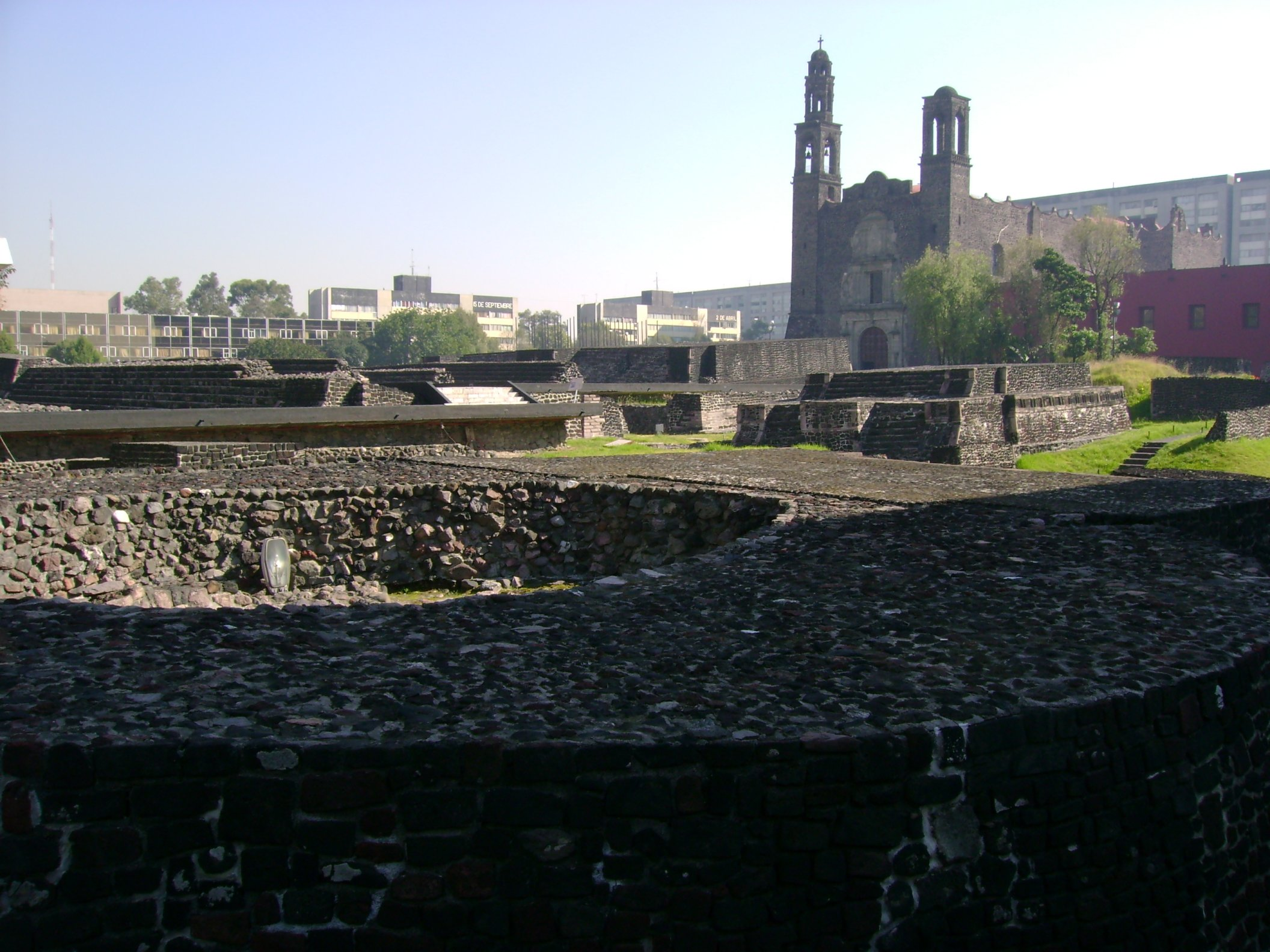
Place des Trois Cultures.

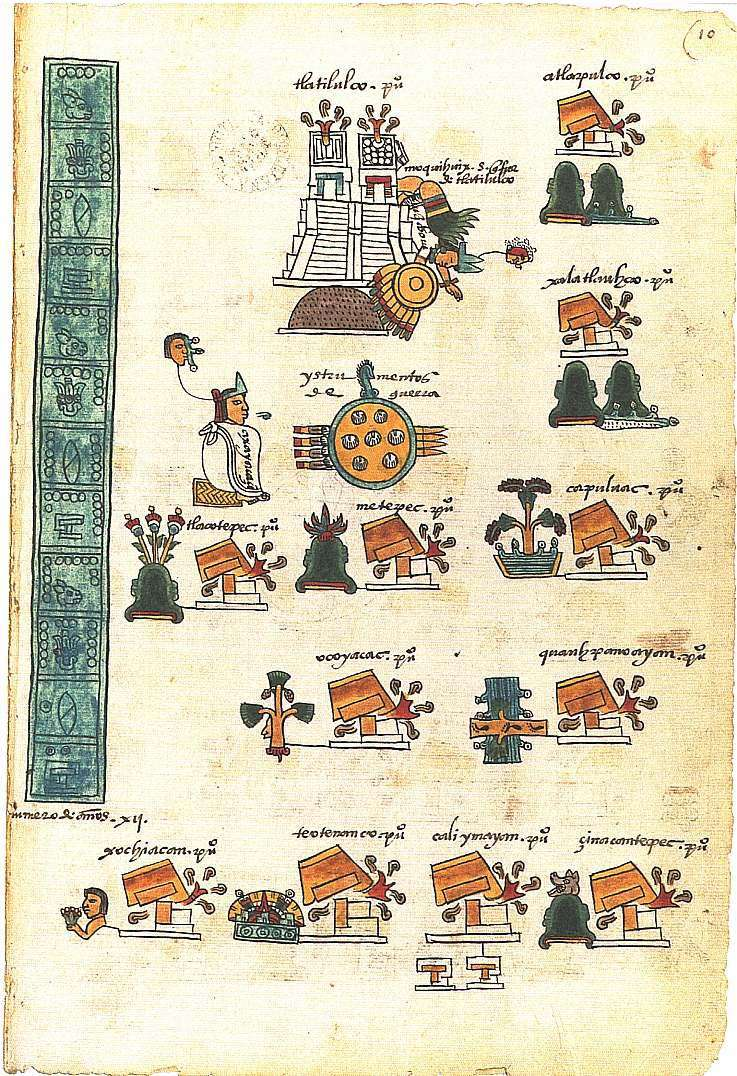
En haut à gauche de cette page du Codex Mendoza consacrée aux conquêtes d'Axayacatl, la représentation de la chute de Tlatelolco est surmontée de la retranscription phonétique de l'époque (« Tlatilulco »), en écriture latine, du nom de cet altepetl.

Tlatelolco est un quartier de Mexico, situé dans la délégation de Cuauhtémoc (DF). Il est centré autour de la place des Trois Cultures avec d'un côté le soubassement d'une pyramide aztèque, le Collège de Santa Cruz de Tlatelolco (es) du XVIIe siècle, et un ensemble de bâtiments modernes du ministère des affaires étrangères du Mexique.

## Histoire
Selon les récits indigènes rapportés par Fernando Alvarado Tezozómoc dans La Crónica mexicayotl, Tlatelolco aurait été fondée en 1337 par un groupe de dissidents aztèques. Ils se seraient installés sur un îlot appelé Xaltelolco (“lieu du monticule rond de sable”), situé juste au nord de Mexico-Tenochtitlan, qui aurait ensuite été progressivement relié à l'île principale par l'extension des chinampas.
Il ressort des fouilles archéologiques[Lesquelles ?] que le site est plus ancien d'environ un siècle. Il faut sans doute voir là une manipulation historique de la part des Mexica-Tenochca (habitants de Mexico-Tenochtitlan), qui souhaitaient affirmer ainsi la primauté de leur ville[réf. nécessaire], dont la date traditionnelle de fondation est 1325, une année à valeur religieuse hautement symbolique.
Vers 1376, Tlatelolco obtient d'Azcapotzalco un statut d'État vassal (tlatocayotl), en ayant manœuvré auprès des dirigeants tépanèques contre leurs voisins de Tenochtitlan, selon les récits de ces derniers. Après plus d'un siècle de rivalité entre les deux cités, en 1473, les Mexica-Tenochca imposent leur gouvernance militaire et le paiement d'un tribut aux Mexica-Tlatelolca.
À la veille de la conquête espagnole, c'était le quartier du marché de la capitale Tenochtitlan, probablement l'un des plus vastes d'Amérique. D'après Bernal Díaz del Castillo, il était plus grand que celui de Rome et de Constantinople. 
Quand les conquistadors menés par Hernán Cortés entreprirent le siège de Tenochtitlan, qu'ils conquirent et rasèrent quartier par quartier, les Aztèques conduits par Cuauhtemoc furent finalement encerclés à Tlatelolco, où ils livrèrent leur dernier combat pour subir une défaite et être massacrés avec leur famille, quarante mille au total, le 13 août 1521.
En 1967, le traité de Tlatelolco fut ouvert pour la signature dans le but d'établir une zone libre d'armes nucléaires en Amérique latine et aux Antilles. Depuis, tous les pays de la région ont signé et ratifié le traité.
Le 2 octobre 1968, la place fut la scène du second massacre de Tlatelolco.
L'ensemble immobilier de logement Nonoalco-Tlatelolco contient un carillon de 47 cloches. À 125 m, c'est la tour à carillon la plus haute du monde.

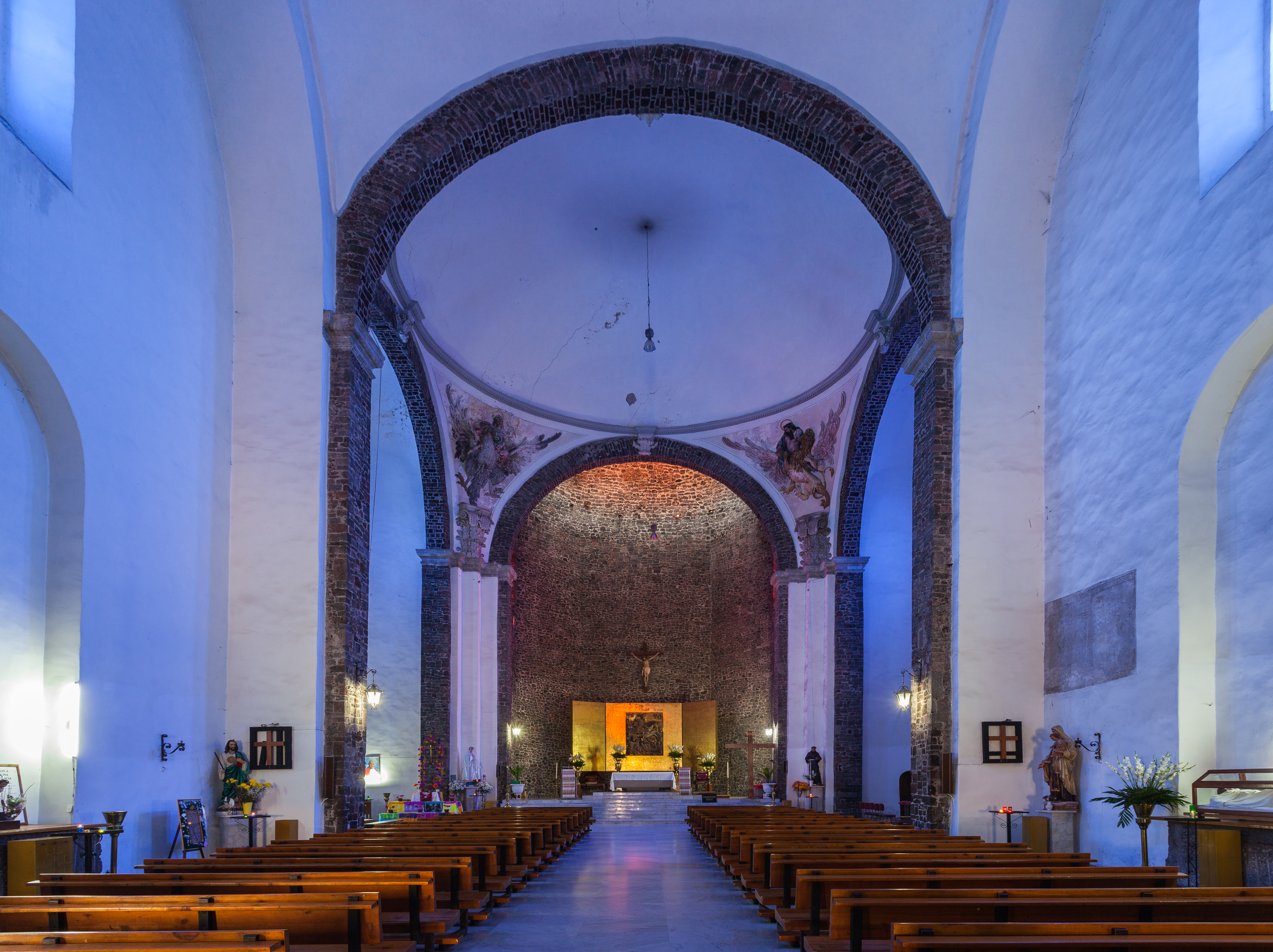
Intérieur de l'église Santiago.
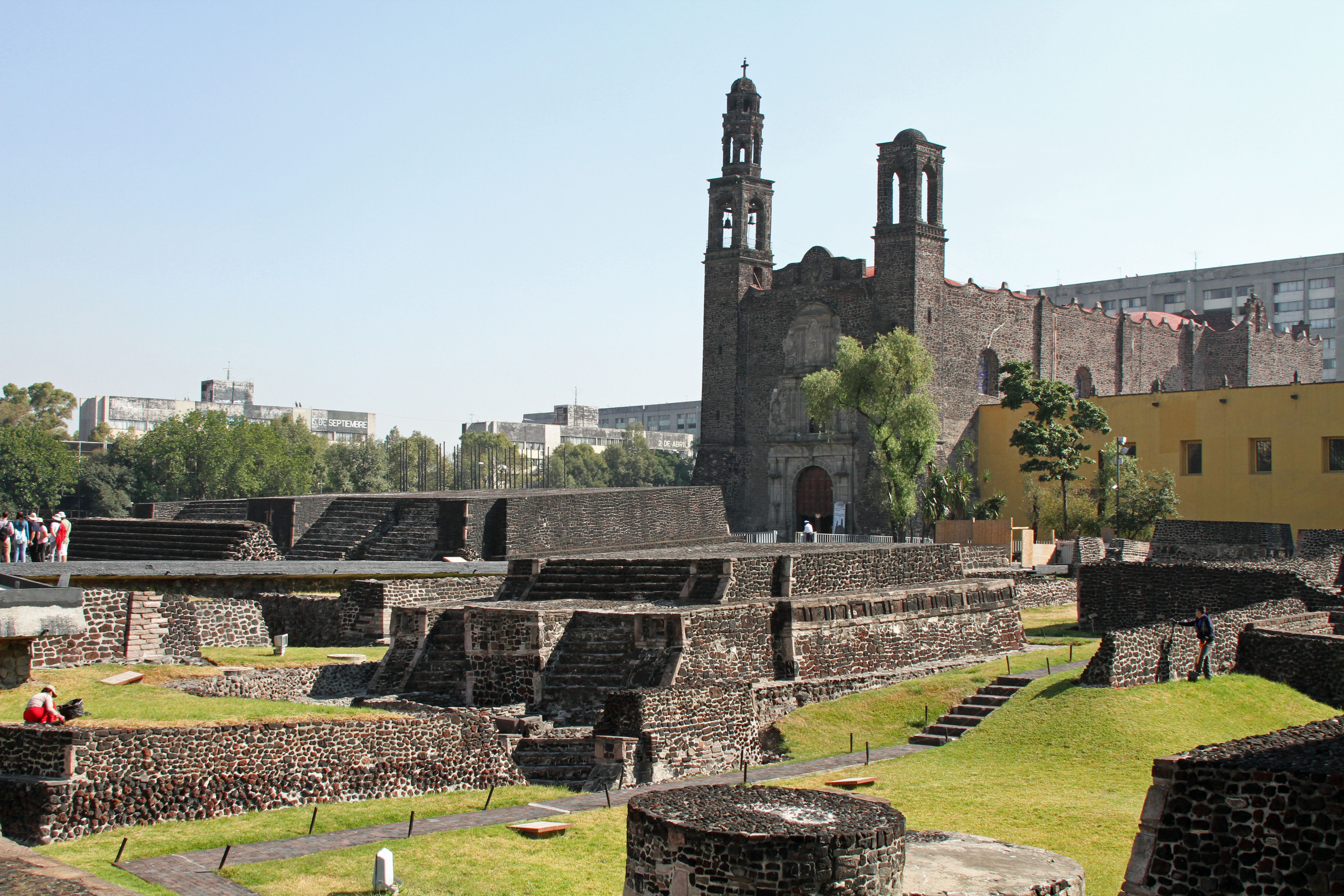
Ruines aztèques et église Santiago.
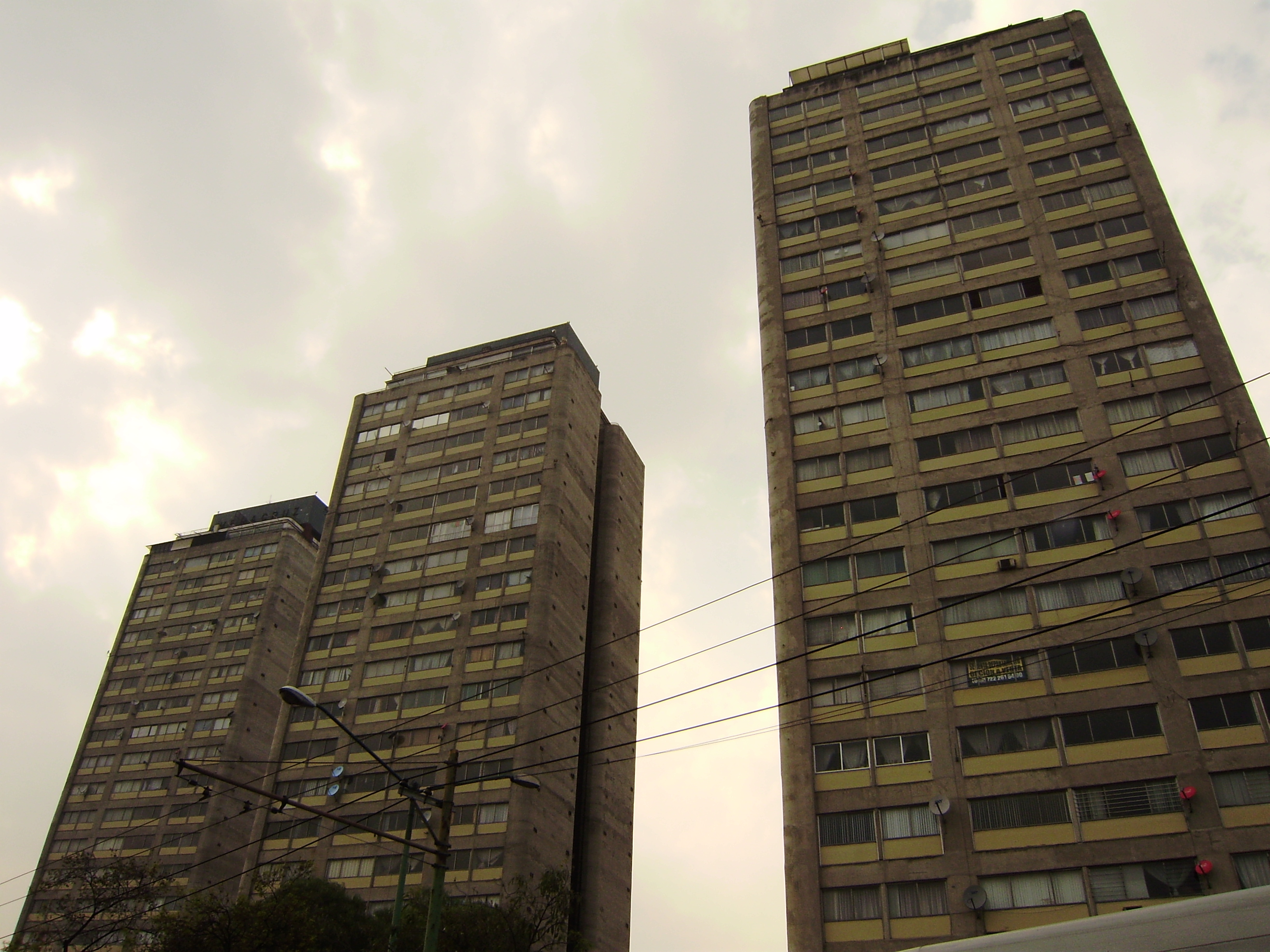
Ensemble immobilier Nonoalco-Tlatelolco.